# Spin Doctors
Gli Spin Doctors sono un gruppo musicale funk rock statunitense proveniente da New York, che raggiunse una certa notorietà nel 1992 con i singoli Two Princes e Little Miss Can't Be Wrong, che salirono rispettivamente al n. 7 e n. 17 delle classifiche americane.
Gli elementi del gruppo sono Chris Barron (voce), Eric Schenkman (chitarra e voce), Aaron Comess (batteria) e Mark White (basso).

## Discografia

### Album studio
con vendite negli Stati Uniti e posizioni nelle classifiche internazionali
| Anno | Album                              | Posizione in classifica | Posizione in classifica | Posizione in classifica | Vendite   | U.S. certifications |
| Anno | Album                              | USA                     | UK                      | NOR                     | Vendite   | U.S. certifications |
| ---- | ---------------------------------- | ----------------------- | ----------------------- | ----------------------- | --------- | ------------------- |
| 1991 | Pocket Full of Kryptonite          | 3                       | 2                       | 2                       | 5.000.000 | Platinum (x5)       |
| 1994 | Turn It Upside Down                | 28                      | 3                       | 16                      | 1.000.000 | Platinum            |
| 1996 | You've Got to Believe in Something | —                       | —                       | —                       |           |                     |
| 1999 | Here Comes the Bride               | —                       | —                       | —                       |           |                     |
| 2005 | Nice Talking to Me                 | —                       | —                       | —                       |           |                     |
| 2013 | If the River Was Whiskey           | —                       | —                       | —                       |           |                     |
| 2025 | Face full of cake                  | —                       | —                       | —                       |           |                     |

### Compilation
| Anno | Album                              | Posizione nelle classifiche | Posizione nelle classifiche | Posizione nelle classifiche | Venite | U.S. certifications |
| Anno | Album                              | USA                         | UK                          | NOR                         | Venite | U.S. certifications |
| ---- | ---------------------------------- | --------------------------- | --------------------------- | --------------------------- | ------ | ------------------- |
| 2000 | Just Go Ahead Now: A Retrospective | —                           | —                           | —                           |        |                     |
| 2001 | Can't Be Wrong                     | —                           | —                           | —                           |        |                     |
| 2003 | Two Princes - The Best Of          | —                           | —                           | —                           |        |                     |
| 2007 | Collection                         | —                           | —                           | —                           |        |                     |

### Album dal vivo
| Anno | Album                   | Posizione nelle classifiche | Posizione nelle classifiche | Posizione nelle classifiche | Vendite | U.S. certifications |
| Anno | Album                   | USA                         | UK                          | NOR                         | Vendite | U.S. certifications |
| ---- | ----------------------- | --------------------------- | --------------------------- | --------------------------- | ------- | ------------------- |
| 1991 | Up for Grabs...Live     | —                           | —                           | —                           |         |                     |
| 1992 | Homebelly Groove...Live | 145                         | —                           | —                           |         |                     |

### Singoli
| Anno | Singolo                          | U.S. | UK | Irlanda | Norvegia | Contiene                                                                                                 |
| ---- | -------------------------------- | ---- | -- | ------- | -------- | --- |
| 1992 | "Little Miss Can't Be Wrong"     | 17   | 23 | 27      | -        | UK: "Big Fat Funky Booty" e "At This Hour"                                                               |
| 1993 | "Two Princes"                    | 7    | 3  | 5       | -        | UK: "Intro - Yo Mama's A Pajama" e "Little Miss Can't Be Wrong" Euro: "Off My Line" a nd "Rosetta Stone" |
| 1993 | "Jimmy Olsen's Blues"            | 28   | 40 | -       | 2        | UK:"Off my line" and "Rosetta Stone"                                                                     |
| 1993 | "What Time Is It"                | -    | 56 | -       | -        | - |
| 1994 | "Cleopatra's Cat"                | 84   | 29 | -       | -        | UK:"Uranium Century" e "Stop Breaking Down"                                                              |
| 1994 | "Have You Ever Seen the Rain"    | -    | -  | -       | -        | Euro:"What Time Is It?", "Jimmy Olsen Blues" e "Two Princes"                                             |
| 1994 | "Mary Jane"                      | -    | 55 | -       | -        | UK:"Woodstock" and "Hungry Hamed's"                                                                      |
| 1994 | "You Let Your Heart Go Too Fast" | 42   | 66 | -       | -        | - |
| 1996 | "She Used to be Mine"            | -    | 55 | -       | -        | - |
| 2005 | "Can't Kick the Habit"           | -    | -  | -       | -        | - |